# Людвік Кадий
Людвік Кадий ((пол. Ludwik Kadyi; нар. 11 травня 1819 — пом. 23 лютого 1889, Львів) — доктор прав, ц. к. радник намісництва в Кракові, староста повітів: Бжеського (бл. 1870—1871), Ярославського (1883), Бохнянського. Батько Генрика Кадия.
Дружина Климентина, уроджена Пашинська. Сини Генрик, Юзеф і Юліуш.
Похований 25 лютого на Личаківському цвинтарі.